# Студио „Акторс”
Студио „Акторс” (енгл. Actors Studio) америчка је глумачка драмска школа и водећи центар Система Станиславски употпуњеног импровизацијом и психоанализом. Акторс студио су 5. октобра 1947. године у Њујорку основали Елија Казан, Шерил Крофорд, Роберт Луис и Ана Соколоу. Ли Страсберг им се придружио нешто касније, а на чело школе је дошао 1951. и био директор све до своје смрти 17. фебруара 1982. године. 1966. године школа је премештена у Лос Анђелес, а сваке године је примала до 6 полазника изабраних између 1.000 кандидата. Међу ученицима ове школе били су Марлон Брандо, Џејмс Дин, Мерилин Монро, Пол Њумен, Роберт де Ниро и многи други славни глумци. Акторс студио тренутно воде Ал Пачино, Елен Берстин и Харви Кајтел.